# Bellmunt del Priorat
Bellmunt del Priorat è un comune spagnolo di 310 abitanti situato nella comunità autonoma della Catalogna.